# 張謝琮賢
張謝琮賢，MBE[?]（1912年4月16日—2013年2月5日），本名謝琮賢，尊稱張榮冕夫人（Mrs. Kitty Cheung），香港女教育家，1953年至1967年擔任官校何東女子職業學校創校校長。
張謝琮賢受教於香港大學，1935年加入港府教育司署任學位教師，二戰期間曾在1942年至1945年任職於桂林和昆明的英國聯絡處，重光後於1946年加入港府供應貿易及工業處，到1948年重返教育司署服務。在何東女職校長任內，她為該校的初期發展奠下重要基石，也是該校歷史上在任時間最長的校長，退休後於2012年渡過其百歲大壽。
張謝琮賢為何東家族成員，外祖父和外伯公分別為為香港殷商何甘棠和何東爵士；另夫婿張榮冕同於教育司署供職，1951年至1961年間為葛量洪師範學院創院院長。

## 生平

### 早年生涯

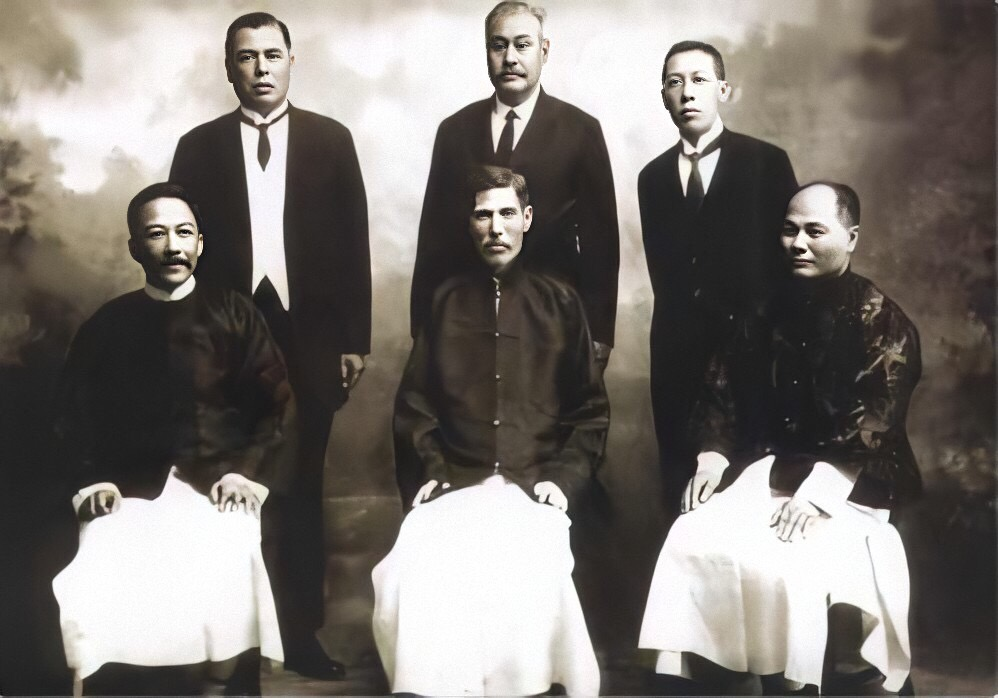
張謝琮賢的外祖父何甘棠（前排右）和外伯公何東爵士（前排中）

張謝琮賢祖籍廣東開平，1912年4月16日生於香港，父母分別為謝家寶（1878年－1966年）及何柏齡（1886年－1953年）。謝家寶原本任職日本郵船公司華經理，1931年九一八事變後翌年辭職，此後經營花店。謝家寶熱心社會事務，曾義辦養老院，並嘗任東華醫院及保良局總理，1925年省港大罷工期間獲港府委為電報審查員及華商總會值理，1935年曾協助岳父何甘棠籌辦英皇佐治五世加冕銀禧紀念會景巡遊，復於1937年獲奉委為非官守太平紳士。謝家寶也擅寫書畫，另於1930年代拍攝不少有關當時香港社會面貌的黑白片段，這些片段後來均由家族後人轉贈予香港電影資料館保存。
張謝琮賢之母何柏齡為何東家族成員，父親和伯父分別是殷商何甘棠和何東爵士，因此張謝琮賢也是何甘棠的外孫女。張謝琮賢與家人居於半山麥當勞道，她在家中六名兄妹中排行最少，其兄長為謝德安，而四名胞姊分別名謝珮賢、謝俏賢、謝慧賢和謝瑞賢。她早年入讀位於中環堅道的嘉諾撒聖心書院，隨後考入香港大學，復於1935年取得文學士學位畢業。

### 教育生涯
從港大畢業後，張謝琮賢旋於同年加入港府教育司署任職學位教師，在官立學校任教，直至1941年香港淪陷為止。在第二次世界大戰期間，她跟隨英軍和丈夫張榮冕轉入廣西桂林，負責於當地英國聯絡處工作，而丈夫則在國立廣西大學任教。在1944年，桂林為日軍攻陷，她再隨聯絡處撤到昆明工作，丈夫則轉往印度為特別行動部隊轄下的136部隊擔任繙譯。

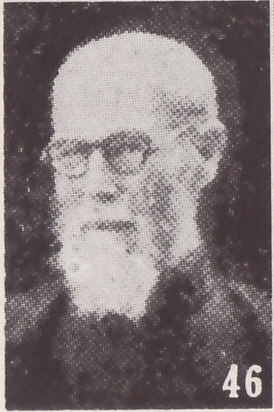
在1952年，年屆90歲的何東爵士向港府捐出20萬港元，促成何東女子職業學校之設立，並以其外姪孫女張謝琮賢擔任首任校長

1945年二戰結束和香港重光後，張謝琮賢返回香港，首先在1946年至1948年重返港府擔任供應貿易及工業處秘書，後於1948年返回教育司署服務。在1952年，港府計劃在戰時被摧毀的大坑道庇理羅士感化院遺址興建一所女子官立學校，構思中的女子學校佔地1.4英畝，建築費用約為50萬港元。當時張謝琮賢的外伯公何東爵士有意推動女子職業學校的發展，於是捐出鉅款20萬港元，港府遂將學校命名為何東女子職業學校（簡稱何東女職，即何東中學前身），並協定以張謝琮賢為創校校長。何東女職在1953年3月9日舉行開幕典禮，由港督葛量洪爵士主持，何東爵士也有出席。同年9月，張謝琮賢的職級獲提升為教育官，後來再獲擢升為高級教育官。在1961年5月30日，她獲港府奉委為官守太平紳士，同日獲奉委為非官守太平紳士的，還有香港真光中學校長何中中和九龍真光中學校長馬儀英等女教育家。
創校之初，何東女職共分為上下午校，上午校為六年制小學，而下午校則為三年制中學。在中學部方面，首年各班課程一樣，但第二年則分為家政、商科和工藝三類，到第三年再細分為家政、保姆及看護、商業、藝術和工藝五類，供學生選修，所授科目包括縫紉、烹飪、洗濯、實用藝術、家政和簡單商科等。何東女職之設立，是希望提昇年青少女的職業技能，協助她們日後投身社會工作，不過，由於學校課程與當時的主流學校不同，女子職業學校的概念在香港也相對嶄新，因此學校不被教育司署看好。教育司署初時的心態更視學校為迎合何東爵士的個人意願，認為何東女職將難以長期維持下去。
在這個背景下，何東女職雖為官立學校，但教育司署提供的協助卻相當之少，使得張謝琮賢要獨力應對創校初年的挑戰。據她憶述，當時教育司署只提供校舍和少量經費，學校小至座椅的其他物資都要由她親自四出張羅，她不但要向所有認識的人尋求協助，甚至要自掏腰包購置學校傢俱，每天壓力之大，使她創校之後一度每晚落淚。張謝琮賢又考慮到就讀學生主要來自基層家庭，大多都負擔不起教材支出，因此她曾經向教育司署反映，希望署方可以資助學生購買食物等教材。不料，教育司署卻對她的建議加以揶揄，認為她當然希望學生有足夠的食材上烹飪課，因為這樣她就可以大快朵頤，品嘗學生烹調的食物，教育司署的回應使她感到相當氣憤。
雖然如此，在張謝琮賢管治下，何東女職最終刻服了創校初年的種種障礙，為學校發展奠下重要基石，使之能夠繼續營辦下去，該校的成功更促使港府在1957年汲取經驗，把灣仔的初級工業學校改組為維多利亞工業學校（即鄧肇堅維多利亞官立中學前身）。一方面，為了提昇教學質素，她在創校翌年即把學校的教學語言由原來的中文轉為英文，並聘請專業會計師和外籍教師親自授課。另一方面，何東女職在1957年由原來的三年制中學擴展成為五年制中學，讓學生達到更大的年齡才投身社會，也使課程可以銜接中學會考和其他例如護士培訓的課程，學校除了原來的職業科目以外，也加入了其他例如地理、歷史和生物等科，使學生的課程更多元化。隨著學校不斷發展，學校學生人數也由1953年的大約九班205人，增加至1967年的16班553人。為容納不斷增加的學生，張謝琮賢在創校十周年的時候建成何東女職高座，空間比原來只有兩層的低座更見寬敞。
張謝琮賢除了為學校逐漸建立起精於商科和家政科目的形象，她與學生也建立起融洽緊密的關係，經常注意學生的需要，並向有需要和面對困難的學生親自提供協助。在不少學生眼中，張謝琮賢為人舉止端莊，和藹可親，每周的英語訓話和其他場合更說得一口流利英語，語調自信而詳和，是學生的榜樣。校內師生和校友均對她尊敬有加，並以「Mrs. Cheung」稱呼校長。在1963年，張謝琮賢又為何東女職組織校友會，以維繫校友與學校的關係。
張謝琮賢在何東女職擔任校長一任14年，是該校歷史上在任時間最長的校長，至1967年7月榮休，由何文田官立中學女校長劉圓爵接任。為表答謝，時任教育司簡乃傑當時特於教育司署舉行簡單歡送儀式，向她致送一個瑪瑙壺致意。在同一月，何東女職校友會在銅鑼灣紅寶石酒樓為張謝琮賢等榮休教師舉行歡送會，歡送會筵開十餘席，逾百人出席，場面盛大。在卸任校長前夕，張謝琮賢復於1967年6月的英女皇壽辰授勳名單中，獲英廷頒授MBE勳銜，以表揚她在推動女子教育方面的表現。

### 退休生涯
張謝琮賢卸任何東女職校長後開展了退休生涯，她起初與家人留居香港，到後來遷居加拿大溫哥華。雖然身在加拿大，她仍不時出席當地的校友活動，與不少校友互有聯繫，而即使年紀漸大，她的思路依舊清晰，生活如常，且多次返港出席何東中學（1998年改用的校名）以及丈夫曾任院長的葛量洪師範學院校友會的活動。在2002年、2003年和2007年的時候，儘管已年屆90歲、91歲和95歲高齡，但她特意先後返港出席何東中學開放日、何東中學50周年校慶和55周年校慶。在2011年12月，張謝琮賢的母校香港大學於灣仔會議展覽中心舉辦創校百周年晚宴，年屆99歲的她更是全場第二年長的校友。
張謝琮賢在2012年4月16日渡過她的百歲壽辰，何東校友會特於同年3月在香港為她舉行壽宴誌慶，多名前任和現任校長、校友和師生均出席到賀，場面熱鬧。未料何東中學在籌備創校60周年校慶之際，張謝琮賢先於2013年2月5日清早逝世，終年100歲，校方和校友會均致軫悼。

## 個人生活
張謝琮賢信奉天主教，丈夫為張榮冕（1906年－1985年），因此她的姓名冠上夫姓，或以張榮冕夫人為尊稱。張榮冕早年先後受教於香港大學和牛津大學，後來與張謝琮賢同受聘於教育司署，二戰期間，兩人一同隨英軍退到廣西桂林，隨後他再轉往印度協助特別行動部隊轄下的136部隊擔任繙譯工作，戰後他在1951年至1961年出任葛量洪師範學院創院院長，1961年獲英廷授予OBE勳銜。

## 榮譽
- 以下列出榮譽全稱及縮寫：^ 
  - 太平紳士（J.P.） （官守，1961年5月30日[17]）
  - 英帝國員佐勳章（M.B.E.） （1967年英女皇壽辰授勳名單[30]）

## 注腳
1. ↑  "Kathleen Eunice Cheung" (retrieved on 25 March 2016)
2. ↑  "Simon Ka Po Tse", retrieved on 5 May 2012.
3. 1 2 3  "Elizabeth Tse (Ho)", retrieved on 5 May 2012.
4. ↑  〈謝家寶被車撞倒〉（1952年8月6日）
5. ↑  〈謝家寶辭去日本郵船公司華經理〉（1932年2月22日）
6. 1 2  〈本港當局新委太平局紳續訊：周文治、沈翰揚、謝家寶〉（1937年5月31日）
7. ↑  "1930s Videos of Hong Kong" (2010)
8. ↑  〈謝家寶歡迎戴恩賽〉（1929年9月12日）
9. ↑  陳詩欣（2010年）
10. ↑  Cheng (2002), p. 70.
11. 1 2 3 4 5  〈張謝琮賢獲M.B.E.（民事）勛銜〉（1967年6月10日）
12. 1 2 3  Matthews and Cheung (1998), p. 292.
13. 1 2  〈何東女子職業學校興建校舍秋間落成〉（1952年5月18日）
14. 1 2 3  Lau (2010), p. 150.
15. 1 2 3  〈新建女子學校定名何東學校，港督明日主持開幕〉（1953年3月8日）
16. ↑  〈新界設立小錢債法庭、鶴健士復任勞工處長、港府委出教育官視學官多人〉（1953年9月12日）
17. 1 2  岑維休（1965年），112頁。
18. ↑  Lau (2010), p. 149.
19. 1 2 3 4  Lau (2010), 0. 151.
20. 1 2 3 4 5 6 7 8 9  "Congratulations from current principal Ms Wong Yin-ling" (2010)
21. ↑  Lau (2010), p. 156.
22. 1 2  Lau (2010), p. 152.
23. ↑  Lau (2010), p. 455.
24. ↑  〈何東中學學校歷史簡介〉。香港：何東中學，造訪於2012年5月5日。
25. ↑  Chiang (1995), p. 175.
26. ↑  〈校友會〉。香港：何東中學，造訪於2012年5月5日。
27. 1 2  〈張紹桂張謝琮賢兩教育官將退休〉（1967年7月16日）
28. ↑  〈何東女職校畢業〉（1968年1月6日）
29. ↑  〈何東女職校友會歡送張謝琮賢校長及霍凌崇真譚雪梅〉（1967年7月19日）
30. 1 2  "Supplement to Issue 44326", London Gazette, 2 June 1967, p. 22.
31. ↑  "Mrs. Cheung's 88th Birthday Party April 2000" (2000)
32. ↑  〈何東開放日表演代替展覽〉（2002年3月14日）
33. ↑  〈何東中學邀創校校長出席五十五周年校慶〉（2007年12月27日）
34. ↑  〈何東辦同樂日慶五十周年〉（2003年3月3日）
35. ↑  李八方（2011年）
36. ↑  〈深切悼念摯愛的創校校長張謝琮賢女士（1912-2013）〉（2013年2月5日）
37. ↑  岑維休（1968年），53頁。

### 英文資料
- Chiang (Huang), Nora Lan-hung, "A Personal Essay", Changing Lives: Life Stories of Asian Pioneers in Women's Studies. New York: Feminist Press, 1995.
- Edited by Matthews, Clifford N., and Cheung, Sir Oswald, Dispersal and Renewal: Hong Kong University During the War Years. Hong Kong: Hong Kong University Press, 1998.
- "Mrs. Cheung's 88th Birthday Party April 2000[永久]", Newsletter Issue 16. Hong Kong: HTSSAA, December 2000.
- Edited by Cheng, Kai-ming, Growing with Hong Kong: The University and Its Graduates: the First 90 Years （页面存档备份，存于）. Hong Kong: Hong Kong University Press, 2002.
- Lau, Wai-wah, A Narrative Inquiry into the Formation, Development and Challenges of Secondary Technical Education in Hong Kong, 1945-2008 （页面存档备份，存于）. Hong Kong: The HKU Scholars Hub, 2010.
- "1930s Videos of Hong Kong （页面存档备份，存于）", Gwulo: Old Hong Kong, 6 October 2010.
- "Congratulations from current principal Ms Wong Yin-ling", Mrs Kitty Cheung's 100th Birthday Party, 17 March 2012.
- "Simon Ka Po Tse （页面存档备份，存于）", GENi, retrieved on 5 May 2012.
- "Elizabeth Tse (Ho) （页面存档备份，存于）", GENi, retrieved on 5 May 2012.
- "Kathleen Eunice Cheung （页面存档备份，存于）", United States Public Records, retrieved on 25 March 2016.

### 中文資料
- 〈謝家寶歡迎戴恩賽〉，《香港工商日報》第三版，1929年9月12日。
- 〈謝家寶辭去日本郵船公司華經理〉，《香港工商日報》第三張第一版，1932年2月22日。
- 〈本港當局新委太平局紳續訊：周文治、沈翰揚、謝家寶〉，《香港工商日報》第三張第二版，1937年5月31日。
- 〈何東女子職業學校興建校舍秋間落成〉，《工商日報》第五頁，1952年5月18日。
- 〈謝家寶被車撞倒〉，《華僑日報》第二張第一頁，1952年8月6日。
- 〈新建女子學校定名何東學校，港督明日主持開幕〉，《華僑日報》第三張第一頁，1953年3月8日。
- 〈新界設立小錢債法庭、鶴健士復任勞工處長、港府委出教育官視學官多人〉，《工商日報》第六頁，1953年9月12日。
- 岑維休主編，《香港年鑑》，香港：華僑日報，1965年。
- 〈張謝琮賢獲M.B.E.（民事）勛銜〉，《華僑日報》第三張第四頁，1967年6月10日。
- 〈張紹桂張謝琮賢兩教育官將退休〉，《工商日報》第七頁，1967年7月16日。
- 〈何東女職校友會歡送張謝琮賢校長及霍凌崇真譚雪梅〉，《工商日報》第七頁，1967年7月19日。
- 〈何東女職校畢業〉，《華僑日報》第六張第三頁，1968年1月6日。
- 岑維休主編，《香港年鑑》，香港：華僑日報，1968年。
- 〈何東開放日表演代替展覽〉，《文匯報》A26，2002年3月14日。
- 〈何東辦同樂日慶五十周年〉，《文匯報》A20，2003年3月3日。
- 〈何東中學邀創校校長出席五十五周年校慶〉，《星島日報》F04，2007年12月27日。
- 陳詩欣撰，〈超班女將〉，《都市日報》P28及P29，2010年5月14日。
- 李八方撰，〈隔牆有耳：港大百周年101歲校友撐場〉，《蘋果日報》A22，2011年12月19日。
- 〈深切悼念摯愛的創校校長張謝琮賢女士（1912-2013） （页面存档备份，存于）〉。香港：何東中學（經由YouTube發佈），2013年2月5日。
- 〈何東中學學校歷史簡介〉。香港：何東中學，造訪於2012年5月5日。
- 〈校友會〉。香港：何東中學，造訪於2012年5月5日。

## 外部連結
- Celebrating the 100th Birthday of our Deeply Adored and Beloved Founding Principal Mrs Kitty Cheung, Hotung Secondary School
- 張謝琮賢百歲壽宴片段（2012年3月17日）
- 黃燕玲校長於早會中致辭悼念創校校長張謝琮賢女士 （页面存档备份，存于）（2013年2月5日）
- 由謝家寶拍攝的生活片段

| 學術機關職務  | 學術機關職務                       | 學術機關職務  |
| ------------- | ---------------------------------- | ------------- |
| 前任： 新創設 | 何東女子職業學校校長 1953年–1967年 | 繼任： 劉圓爵 |